# Bảo tàng Làng chài xưa
Bảo tàng nước mắm Làng chài xưa là một bảo tàng có vị trí ở Phan Thiết, Bình Thuận. Bảo tàng này trưng bày những sản phẩm, quá trình và lịch sử hình thành nước mắm, cũng như mục đích quảng bá văn hóa những làng chài biển làm mắm tại Phan Thiết. Đây cũng là bảo tàng nước mắm đầu tiên tại Việt Nam.

## Xây dựng và thiết kế

### Ý tưởng
Tiến sĩ tâm lý học Trần Ngọc Dũng là người lên kế hoạch đầu tư và xây dựng bảo tàng Làng chài xưa. Ông sinh ra và lớn lên ở cửa biển Cà Ty (phường Bình Hưng, thành phố Phan Thiết, tỉnh Bình Thuận). Trần Ngọc Dũng là người hiểu rõ văn hóa của làng chài quê mình. Bên cạnh đó, việc có nhiều năm học tập và nghiên cứu ở nước ngoài đã giúp ông có điều kiện tiếp cận sản phẩm, mô hình của nhiều nền văn hóa tiên tiến trên thế giới. Từ đó, ông hình thành ý tưởng xây dựng một sản phẩm du lịch ngay từ làng chài xứ biển quê hương mình.

### Xây dựng
Để thực hiện ý tưởng, ông đã quyết tâm nghiên cứu và xây dựng sản phẩm "Làng Chài Xưa" tại Phan Thiết. Ông đã chi hơn 100 tỉ đồng cho việc nghiên cứu và xây dựng sản phẩm văn hóa này. Ông cho biết phải mất gần 3 năm để tái hiện huyền thoại văn hóa làng chài thành một vở diễn dài hơn 1 tiếng đồng hồ với khoảng 50 diễn viên người địa phương tham gia.
Sau khi trình bày ý tưởng, tiến sĩ Dũng được UBND tỉnh Bình Thuận chấp nhận và tạo nhiều điều kiện thuận lợi để thực hiện dự án. Để có hiện vật trưng bày, ông đã liên hệ với nhiều nhà sưu tầm cổ vật, nhà nghiên cứu văn hóa ở Phan Thiết để được trợ giúp. Quá trình triển khai dự án cũng được cho là khó khăn. VIệc xây dựng bảo tàng đã phải thực hiện những công việc như việc xây dựng nhà hát nghệ thuật, bảo tàng nước mắm, khu ẩm thực địa phương, khu đặc sản làng nghề, thậm chí là đi tìm các nghệ nhân làm nước mắm Phan Thiết truyền thống, tìm con cháu các hàm hộ xin từng mảnh giấy, tư liệu để làm loại nước mắm Phan Thiết. Ngay cả công đoạn thiết kế chiếc tĩn (chum) đựng nước mắm mang phong cách xưa cũng được cho là "không hề giản đơn".
Bảo tàng thuộc dự án "văn hóa Làng Chài Xưa" tại Phan Thiết xây dựng trên diện tích 10.000m2. Ngày 31 tháng 5 năm 2019, ông Trần Ngọc Dũng cho biết qua hơn 2 năm thi công, dự án đã hoàn thành và đi vào hoạt động, trong đó nổi bật là hạng mục Bảo tàng nước mắm. Bảo tàng nước mắm Làng chài xưa được thiết kế với phong cách hiện đại, có diện tích gần 2.000m2, được chia thành 14 không gian, dùng hình ảnh, hiện vật và ánh sáng tái hiện 300 năm làng chài Phan Thiết xưa.

## Trưng bày
Khi bảo tàng được hoàn thành, bảo tàng Làng chài xưa trưng bày hàng trăm cổ vật, vật dụng truyền thống, tư liệu lịch sử của nghề nước mắm Phan Thiết. Bộ sưu tập của bảo tàng nước mắm cũng có từng chi tiết nhỏ như chiếc thùng, lều, vại, tĩn, gầu, ly, búa, que... đến những căn nhà của những hàm hộ xưa được đưa về trưng bày nguyên bản. Trước khi bước vào hành trình tham quan, du khách được xem đoạn phim ngắn giới thiệu về lịch sử của làng chài, bắt đầu từ khi mới thành lập cho tới thời kỳ ngày nay.
Du khách tới đây có thể đóng vai làm dân chài lưới, làm muối, thăm phố cổ Phan Thiết, ghé nhà hàm hộ (đại gia nước mắm), khám phá cách người dân làng chài phát hiện ra mắm nước từ việc ướp giữ cá, tìm hiểu tên gọi nước mắm ngày xưa, tìm hiểu lý do có tên gọi "nước mắm" như ngày nay. Vì là bảo tàng nước mắm nên để tránh tạo mùi khó chịu, quá trình làm mắm được quay lại và phát trên màn hình LED để du khách có thể tìm hiểu. Bảo tàng còn có nhà hàng, nhà hát để truyền tải những câu chuyện về nghề làm mắm. Bảo tàng cũng lưu giữ rất nhiều hiện vật về cuộc sống làng chài. Ngoài ra, du khách còn được học cách "cẩn" nước mắm, được coi là một cách xác định nước mắm ngon của người xưa dựa vào màu, mùi, vị dưới ánh sáng.
Một trong những hiện vật quan trọng nhất ở bảo tàng là bản gốc hai tấm sắc phong của vua triều Nguyễn ban cho làng biển Bình Thuận. Tấm sắc phong đầu tiên được vua Đồng Khánh ban cho những người dân ở Đàng Ngoài đã vào khai hoang, lập ấp tại làng chài Hòa An, Phan Thiết. Tấm sắc phong còn lại do vua Khải Định ban cho thần Ông Nam Hải (cá voi) vì có công cứu giúp nhiều ngư dân chài thoát nạn.

## Đón nhận
Đây là bảo tàng về nước mắm đầu tiên của Việt Nam, và cũng là bảo tàng đầu tiên về nghề nước mắm được xây dựng và đưa vào hoạt động phục vụ khách tham quan, nhà nghiên cứu. Ông Nguyễn Anh, nhà sưu tầm và nghiên cứu về Phan Thiết xưa cho biết: "Có thể nói, đây không chỉ là một công trình nghệ thuật mà còn như một "bảo tàng" cung cấp nhiều thông tin và hình ảnh xưa quý giá về lịch sử hình thành làng chài Phan Thiết - Mũi Né xưa, giúp cho giới trẻ hiểu hơn về lịch sử đáng tự hào của quê hương Phan Thiết". Báo điện tử của thông tấn xã Việt Nam cho biết "dự án vừa bảo tồn được bản sắc văn hóa truyền thống, vừa khuyến khích các làng nghề phát triển; tạo không gian phù hợp cho giới trẻ vừa tham quan tìm hiểu, vừa học được nhiều điều bổ ích về những giá trị tốt đẹp của con người và làng nghề nơi đây."
Hầu hết du khách tới xem vở diễn và đến thăm bảo tàng đều đánh giá mức 4,5/5. Trong hai năm 2017 và 2018, lượng du khách đến Bảo tàng nước mắm Làng Chài Xưa tăng từ 200.000 đến 400.000 lượt khách. Theo thống kê trung bình, bảo tàng đón từ 400.000 đến 500.000 khách tham quan mỗi năm. Tuy vậy, khi dịch COVID-19 bùng phát, lượng khách ghé thăm bảo tàng đã giảm hẳn. Ông Trần Ngọc Dũng đã chuyển đổi, đưa sản phẩm nước mắm Tĩn lên sàn thương mại điện tử.